# Andrea Veggio
Andrea Veggio (ur. 28 sierpnia 1923 w Manerba del Garda, zm. 6 czerwca 2020 w Negrarze) – włoski duchowny rzymskokatolicki, w latach 1983–2001 biskup pomocniczy Werony.

## Życiorys
Święcenia kapłańskie przyjął 29 czerwca 1947. 1 sierpnia 1983 został mianowany biskupem pomocniczym Werony ze stolicą tytularną Velia. Sakrę biskupią otrzymał 8 września 1983. 8 września 2001 przeszedł na emeryturę.